# Копач (герб)
Копач або Топач (пол. Topacz, Kopacz, Skrzydło, Ropacz) — шляхетський і дворянський герб, яким користувалися 62 благородних роди Білорусі, Литви, України, Польщі і Росії.

## Опис
Опис гербу — використання принципів блазонування: У червоному полі підняте вгору яструбине або орлине чорне крило із золотою лапою. Коліном воно звернене в праву сторону щита. У клейноді над шоломом — три пір'я страуса. Герб цей виводять з Угорщини, звідки він перенесений у Польщу за Казимира III Великого або його спадкоємця Людовіка I Угорського.
Перша згадка 1404 року, в офіційному документі — 1413 року у Литві як «Копач» під час Городельської Унії з Польщею.

## Використовують
Бялошицькі (Білошицькі, Białoszycki), Берултовські (Bierułtowski), Бланкенбурги (Blankenburg), Бойшовські (Bojszowski), Божимовські (Borzymowski), Бидловські (Bydłowski), Хальчньовські (Chalczniowski), Хальчиновські (Chalczynowski), Халькньовські (Chalkniowski), Халькновські (Chalknowski), Халуковічі (Chalukowicz), Хвальчневські (Chwalczniewski), Чабельські (Czabelski), Дмосінські (Dmosiński), Дзядовічі (Dziadowicz), Гедорвохи (Gedorwoch), Гедрохи (Giedroch), Градзькі (Grądzki), Ґродзіцькі (Grodzicki), Гальчиновські (Halczynowski), Галькновські (Halknowski), Галеновські (Hałenowski), Іскри (Iskra), Камьонацькі (Kamionacki), Когковські (Kogkowski), Копачі (Kopacz), Копицінські (Kopyciński), Копичинські (Kopyczyński), Корибські (Korybski), Крипські (Krypski), Крупські (Krupski), Купчинські (Kupczyński), Кужеські (Kurzeski), Кужевські (Kurzewski), Лісогурські (Lisogórski), Логи (Loga), Лувчицькі (Łuwczycki), Лисогурські (Łysogórski), Медзьведзькі (Miedźwiedzki), Мендзиблоцькі (Międzybłocki), Моксевічі (Moksiewicz), Мроховські (Mrochowski), Навої (Nawoy), Пендзіцькі (Piędzicki), Плендзіцькі (Plędzicki), Пшецеські (Przecieski), Раци (Rac), Сегроти (Siegroth), Скідзенські (Skidzieński), Славіки (Sławik), Срочковські (Sroczkowski), Старовейські (Starowieyski), Шашорські (Szaszorski), Шегроди (Szegrod), Шигроди (Szygrod), Томковічі (Tomkowicz), Войнеки (Woyneko), Вистенпи (Występ), Зеґартовські (Zegartowski), Зеглінські (Zegliński), Зерванські (Zerwański), Жеґлінські (Żegliński).